# Hyperempiria
Hyperempiria („erweiterte Erfahrung“) ist ein veränderter Bewusstseinszustand (Trance) in der Hypnose bei dem sensorischer Input der Sinne verstärkt wahrgenommen wird. Die Einleitung einer Hyperempiria unterscheidet sich hierbei von der klassischen Hypnose, da bei der Hyperempiria eine erhöhte Aufmerksamkeit beibehalten wird.